# Black Magic (chanson de Little Mix)
Pour les articles homonymes, voir Black Magic.
Singles de Little Mix
Salute
(2014) Love Me Like You
(2015)
Black Magic est une chanson du groupe britannique Little Mix, sortie le 21 mai 2015 et publiée sur l'album Get Weird sous les labels Syco Music et Columbia Records. La chanson est bien accueillie par les critiques musicaux lors de sa sortie, qui la complimentent pour son côté accrocheur et son tempo entraînant, et des comparaisons sont faites avec les chansons de leur premier album, DNA.
La chanson atteint la première place du UK Singles Chartet et y reste pendant trois semaines consécutives, devenant le premier single d'un groupe de filles à passer plus d'une semaine à la première place depuis About You Now de Sugababes en 2007.
En dehors du Royaume-Uni, le single se classe dans le top 10 en Irlande et en Australie, ainsi que dans 16 autres pays. Sur le Billboard Hot 100, le single atteint la 67e place, devenant ainsi le single du groupe le mieux classé à ce jour aux États-Unis. En 2021, le single est certifié triple platine au Royaume-Uni par la British Phonographic Industry et diamant au Brésil. La chanson est nommée dans la catégorie Choice Love Song aux Teen Choice Awards 2015 ainsi qu'aux Brit Awards 2016. 

## Contexte
Le 4 juillet 2014, Little Mix annule la seconde partie de la tournée The Salute Tour, prévue aux États-Unis, afin de se concentrer sur l'enregistrement de leur troisième album. Le groupe déclare que leur nouvel album est « plus fort et meilleur que les deux précédents DNA et Salute ». En février 2015, elles révèlent avoir choisi le single principal de leur troisième album et disent aussi que ce dernier a un nouveau son par rapport aux précédents. Elles décrivent la chanson comme étant une prise de risque et déclarent qu'elle est complètement différente de ce qu'elles ont fait auparavant. Les retards de l'album sont liés au fait que la production originale est mise au rebut parce qu'elles pensaient pouvoir faire mieux. 
Le 14 mai 2015, le groupe révèle que la chanson s'intitule Black Magic, après que la pochette du single soit dévoilée sur le service d'identification musicale Shazam. Le lancement de la chanson initialement prévu pour le 26 mai, est avancé au 21 mai, après que le single fuite en ligne. Le single sort en version numérique au Royaume-Uni le 20 mai et sous forme de CD en Europe le 17 juillet 2015 tandis que le Japon bénéficie, le 12 août 2015 d'une édition exclusive,.

## Composition
C'est une chanson de genre dance-pop et Teen pop d'une durée totale de trois minutes et trente et une secondes. Elle est écrite par Edvard Førre Erfjord, Henrik Michelsen, Ed Drewett et Camille Purcell, et a été produite par le duo de production Electric, qui a déjà travaillé sur le deuxième album du groupe. Le rythme de la chanson est influencé par les sons de la musique de danse des années 1980. La chanson a un tempo rapide de 112 bpm et est composée dans la tonalité du mi majeur. La gamme vocale du groupe dans la chanson va de G#3 à E5.
En parlant du message de la chanson, le groupe déclare: « nous sommes les filles qui ont la potion secrète et nous allons la donner à toutes les autres filles qui veulent avoir l'homme qu'elles veulent avoir », Leigh-Anne Pinnock ajoute que « [la potion] une métaphore pour avoir confiance en soi pour avoir son homme ». 

## Clip
Le 21 mai 2015, Little Mix publie le clip de la chanson sur son compte Vevo. Le clip de la chanson est réalisé par Director X, et est filmé à l'Université de Californie du Sud les 22 et 23 mai à Los Angeles. En parlant de la vidéo, Jesy Nelson déclare dans une interview pour Capital FM que « Nous [le groupe] jouons la comédie, ce qui est excitant ! Ce sont comme des mini films ce qui est passionnant ». Après la sortie du clip, le groupe répond aux tweets sur son compte réagissant aux opinions des fans.

## Certifications
| Pays             | Certification | Ventes    | Références |
| ---------------- | ------------- | --------- | ---------- |
| Australie        | 2 × Platine   | 140 000   | [ 15 ]     |
| Brésil           | Diamant       | 250 000   | [ 16 ]     |
| Canada           | Platine       | 80 000    | [ 17 ]     |
| Danemark         | Or            | 45 000    | [ 18 ]     |
| États-Unis       | Or            | 500 000   | [ 19 ]     |
| Italie           | Or            | 25 000    | [ 20 ]     |
| Mexique          | Platine       | 60 000    | [ 21 ]     |
| Nouvelle-Zélande | Or            | 7 500     | [ 22 ]     |
| Pologne          | Platine       | 20 000    | [ 23 ]     |
| Royaume-Uni      | 4 × Platine   | 2 400 000 | [ 24 ]     |
| Suède            | Or            | 20 000    | [ 25 ]     |